# Monte Riba del Gias
Il monte Riba del Gias (2.381 m s.l.m.) è una montagna delle Alpi del Monviso nelle Alpi Cozie. Si trova in Piemonte (Provincia di Cuneo).

## Caratteristiche

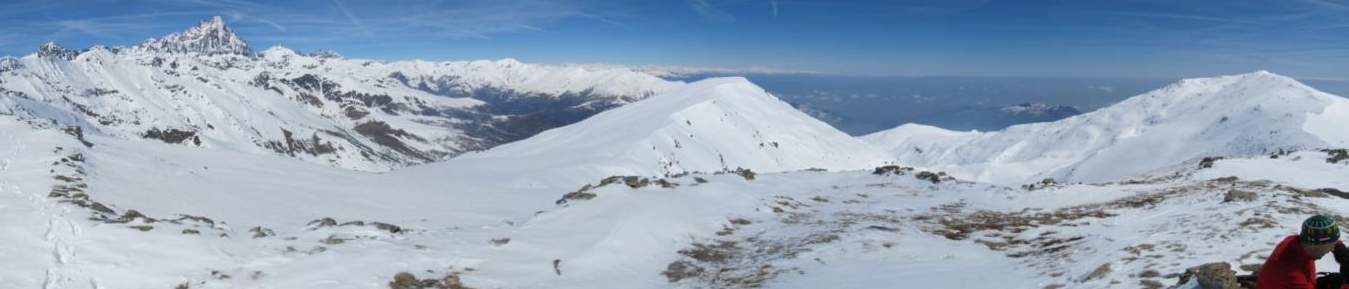
Panorama dalla cima, con il Monviso e, alla sua destra, la Testa di Cervetto

La montagna è collocata lungo lo spartiacque tra la Valle Po (a nord) e la Valle Varaita. Si trova a ovest della Testa di Garitta Nuova, mentre proseguendo verso ovest dopo il Colle di Cervetto (2.249 m) il crinale prosegue verso la Punta Rasciassa. Dalla sua cima dal crinale principale si dirama verso nord un costolone che delimita ad est il vallone di Oncino e comprende la Testa di Cervetto. La cima del monte Riba del Gias si trova alla convergenza tra i comuni di Oncino, Paesana e Sampeyre.

## Salita alla vetta
Il Monte Riba del Gias viene salito in genere dal sentiero che percorre il crinale Po/Varaita. La difficoltà di ascensione è valutata di grado E (escursionismo medio).

## Cartografia
- Cartografia ufficiale italiana dell'Istituto Geografico Militare (IGM) in scala 1:25.000 e 1:100.000, consultabile on line
- Istituto Geografico Centrale - Carta dei sentieri 1:50.000 n.6 "Monviso"
- Fraternali editore, Carta dei sentieri e stradale 1:25.000 n.10 "Valle Po Monviso"